# Basdeo Panday
Basdeo Panday (Princes Town, 25 maggio 1933 – Jacksonville, 1º gennaio 2024) è stato un politico e sindacalista trinidadiano, primo ministro di Trinidad e Tobago dal 1995 al 2001.

## Biografia
Basdeo Panday nacque a Princes Town, capoluogo dell'omonima regione trinidadiana, il 25 maggio 1933, da una famiglia indù di origine indiana. Dopo aver frequentato un collegio trinidadiano, nel 1957 lasciò il Paese per recarsi nel Regno Unito per proseguire gli studi. Qui conseguì un diploma presso la Scuola d'Arte Drammatica di Londra e una laurea in giurisprudenza alla City Law School, istituto facente parte della City University. Si laureò inoltre in economia presso l'Università di Londra.

### Carriera cinematografica
Basdeo Panday recitò in alcune pellicole dei primi anni '60, tra le quali 9 ore per Rama (Nine Hours to Rama) e Tra due fuochi (Man in the Middle).

### Carriera politica
Entrò in politica nel 1965, iscrivendosi al Partito dei Lavoratori e degli Agricoltori (Workers and Farmers Party). Con questo si candidò in parlamento, senza successo. Negli anni seguenti si dedicò prevalentemente ai sindacati locali.
Ricandidatosi alle elezioni parlamentari del 1976, venne eletto e diventò quindi membro della Camera dei rappresentanti. Venne rieletto nel 1981.
Nel 1986 entrò nel partito Alleanza Nazionale per la Ricostruzione (National Alliance for Reconstruction), col quale vinse le elezioni dello stesso anno. L'anno seguente, Basdeo Panday venne nominato ministro degli affari esteri, dove rimase in carica fino al 1988.
Nel 1995 si candidò come primo ministro, ottenendo 17 seggi. Tuttavia anche il principale avversario politico, Patrick Manning, ottenne 17 seggi. Dopo un periodo di consultazioni e di coalizioni, Panday riuscì a divenire primo ministro. Entrando in carica divenne la prima persona ad essere primo ministro di origine indiana e di religione induista. Nel 2000 venne eletto per un secondo mandato.
Nel 2001 alcuni politici denunciarono il governo di Basdeo Panday di corruzione. Ciò portò ad un'ulteriore tornata elettorale, in cui però si verificò uno spareggio tra i due candidati, 18 seggi contro 18 seggi, innescando una crisi costituzionale su chi dovesse salire al governo. Alla fine s'insediò Patrick Manning.
Nel 2002 ci furono delle nuove elezioni, dove anche qui si candidò come primo ministro, non risultando vincitore.
Dal 2006 al 2010 fu capo del partito United National Congress.

### Morte
Basdeo Panday morì a Jacksonville, in Florida, il 1º gennaio 2024, all'età di 90 anni.

## Filmografia

### Cinema
- 9 ore per Rama (Nine Hours to Rama), regia di Mark Robson (1963)
- Tra due fuochi (Man in the Middle), regia di Guy Hamilton (1964)